# Джеймсон, Джонни
Джон Чарльз «Джонни» Джеймсон (англ. John Charles "Johnny" Jameson; род. 11 марта 1958, Белфаст) — североирландский футболист, полузащитник.

## Карьера

### Клубная карьера
Во взрослом футболе дебютировал в 1975 году в клубе «Бангор», за который выступал на протяжении первых двух сезонов своей игровой карьеры.
В 1977 году перешёл в английский «Хаддерсфилд Таун», в составе которого принял участие всего в одном матче. В 1978 году вернулся в Северную Ирландию и стал играть в составе «Линфилда». В сезоне 1978/79 Джеймсон с командой завоевал свой первый титул чемпиона Северной Ирландии, а в сезоне 1979/80 стал двукратным чемпионом страны. Кроме того, в том же сезоне он стал обладателем Кубка Северной Ирландии.
В 1980 году перешёл в клуб «Гленторан», где отыграл следующие четырнадцать сезонов своей игровой карьеры. Вместе с командой трижды становился чемпионом страны, а также завоевал шесть национальных кубков. Кроме того, команде удалось завоевать два Кубка североирландской лиги и Суперкубок Северной Ирландии. Завершил карьеру футболиста в 1994 году в возрасте 36 лет.

### Карьера в сборной
В 1982 году был включён в состав сборной Северной Ирландии, который представлял страну на чемпионате мира в Испании. Однако, в составе национальной команды так и не принял участие ни в одном матче турнира.

## Достижения
«Линфилд»
- Чемпион Северной Ирландии: 1978/79, 1979/80
- Обладатель Кубка Северной Ирландии: 1979/80

«Гленторан»
- Чемпион Северной Ирландии: 1980/81, 1987/88, 1991/92
- Обладатель Кубка Северной Ирландии: 1982/83, 1984/85, 1985/86, 1986/87, 1987/88, 1989/90
- Обладатель Кубка североирландской лиги: 1988/89, 1990/91
- Обладатель Суперкубка Северной Ирландии: 1992